# Paralimnophila terania
Paralimnophila terania är en tvåvingeart som beskrevs av Günther Theischinger 1996. Paralimnophila terania ingår i släktet Paralimnophila och familjen småharkrankar. Inga underarter finns listade i Catalogue of Life.